# XI Ceremonia de los Hot de Oro
La X Ceremonia de los premios Hot de Oro se celebró el 20 de octubre de 2009 en la ciudad de París para premiar lo mejor del cine pornográfico durante el año anterior. 
Los premios volvieron a escena tras 8 años de ausencia para celebrar los 20 años de la creación de la revista pornográfica Hot Video. 

## Premios

### Películas

#### Premio a la mejor película estadounidense
| Película                        | Productor      | Resultado | Presentadoras        |
| ------------------------------- | -------------- | --------- | -------------------- |
| Pirates II: Stagnetti's Revenge | Joone          | Ganadora  | Katsuni Alektra Blue |
| Cry Wolf                        | Paul Thomas    | Candidata | Katsuni Alektra Blue |
| Fallen                          | Brad Amstrong  | Candidata | Katsuni Alektra Blue |
| Fashionistas Safado Berlin      | John Stagliano | Candidata | Katsuni Alektra Blue |
| Guerre & Sexe                   | Andre Madness  | Candidata | Katsuni Alektra Blue |
| La putain qui est en moi        | Visual Blurr   | Candidata | Katsuni Alektra Blue |
| Not Bewitched XXX               | Will Ryder     | Candidata | Katsuni Alektra Blue |
| Nurses                          | Robby D.       | Candidata | Katsuni Alektra Blue |
| Roller Dolz                     | James Avalon   | Candidata | Katsuni Alektra Blue |

#### Premio a la mejor película europea
| Película    | Productores        | Resultado |
| ----------- | ------------------ | --------- |
| Billionaire | Alessandro del Mar | Ganadora  |

#### Premio a la mejor película francesa
| Película                            | Productores    | Resultado | Presentadoras        |
| ----------------------------------- | -------------- | --------- | -------------------- |
| Ritual                              | Moire Candy    | Ganadora  | Katsuni Alektra Blue |
| Blanche, Alice, Sandy et les autres | Dist de Kaerth | Candidata | Katsuni Alektra Blue |
| L'enchanteresse                     | Brad Amstrong  | Candidata | Katsuni Alektra Blue |
| L'infirmière                        | Hervé Bodillis | Candidata | Katsuni Alektra Blue |
| Les petites étrangères              | Fabien Lafait  | Candidata | Katsuni Alektra Blue |
| No problema for sex                 | Phil Hollyday  | Candidata | Katsuni Alektra Blue |
| Not Bewitched XXX                   | Will Ryder     | Candidata | Katsuni Alektra Blue |
| Montre moi du rose                  | John B. Root   | Candidata | Katsuni Alektra Blue |

### Actrices

#### Premio a la mejor actriz estadounidense
| Actriz     | Nacionalidad   | Película                        | Resultado |
| ---------- | -------------- | ------------------------------- | --------- |
| Jesse Jane | Estados Unidos | Pirates II: Stagnetti's Revenge | Ganadora  |

#### Premio a la mejor actriz europea
| Actriz      | Nacionalidad    | Película | Resultado |
| ----------- | --------------- | -------- | --------- |
| Tarra White | República Checa |          | Ganadora  |

#### Premio a la mejor actriz francesa
| Actriz  | Nacionalidad | Película | Resultado |
| ------- | ------------ | -------- | --------- |
| Katsuni | Francia      | '        | Ganadora  |

### Artistas femeninas

#### Premio a la mejor artista estadounidense
| Actriz     | Nacionalidad   | Película                        | Resultado |
| ---------- | -------------- | ------------------------------- | --------- |
| Jenna Haze | Estados Unidos | Pirates II: Stagnetti's Revenge | Ganadora  |

#### Premio a la mejor artista europea
| Actriz      | Nacionalidad    | Película | Resultado |
| ----------- | --------------- | -------- | --------- |
| Tarra White | República Checa |          | Ganadora  |

#### Premio a la mejor artista francesa
| Actriz       | Nacionalidad | Película | Resultado |
| ------------ | ------------ | -------- | --------- |
| Cecilia Vega | Francia      | '        | Ganadora  |

### Starlettes

#### Premio a la mejor starlette estadounidense
| Actriz       | Nacionalidad | Película | Resultado |
| ------------ | ------------ | -------- | --------- |
| Kayden Kross |              |          | Ganadora  |

#### Premio a la mejor starlette europea
| Actriz         | Nacionalidad | Película                        | Resultado |
| -------------- | ------------ | ------------------------------- | --------- |
| Black Angelika | Rumania      | Pirates II: Stagnetti's Revenge | Ganadora  |

#### Premio a la mejor starlette francesa
| Actriz         | Nacionalidad | Película | Resultado |
| -------------- | ------------ | -------- | --------- |
| Angell Summers | Francia      | '        | Ganadora  |

### Actores

#### Premio al mejor actor estadounidense
| Actor      | Nacionalidad   | Película                        | Resultado |
| ---------- | -------------- | ------------------------------- | --------- |
| Evan Stone | Estados Unidos | Pirates II: Stagnetti's Revenge | Ganador   |

#### Premio al mejor actor europeo
| Actor      | Nacionalidad | Película | Resultado |
| ---------- | ------------ | -------- | --------- |
| Chucky Ice |              |          | Ganador   |

#### Premio al mejor actor francés
| Actor            | Nacionalidad | Película | Resultado |
| ---------------- | ------------ | -------- | --------- |
| Sebastian Barrio | Francia      |          | Ganador   |

### Artistas masculinos

#### Premio al mejor artista estadounidense
| Actor            | Nacionalidad   | Película | Resultado |
| ---------------- | -------------- | -------- | --------- |
| Lexington Steele | Estados Unidos |          | Ganador   |

#### Premio al mejor artista europeo
| Actor       | Nacionalidad | Película | Resultado |
| ----------- | ------------ | -------- | --------- |
| Nacho Vidal | España       |          | Ganador   |

#### Premio al mejor artista francés
| Actor          | Nacionalidad | Película | Resultado |
| -------------- | ------------ | -------- | --------- |
| Manuel Ferrara | Francia      |          | Ganador   |

### Directores

#### Premio al mejor director estadounidense
| Director       | Nacionalidad   | Película                        | Resultado |
| -------------- | -------------- | ------------------------------- | --------- |
| John Stagliano | Estados Unidos | Fashionistas Safado Berlin      | Ganador   |
| Andre Madness  | Estados Unidos | Guerre & Sexe                   | Candidato |
| Brad Armstrong | Estados Unidos | Fallen                          | Candidato |
| James Avalon   | Estados Unidos | Roller Dollz                    | Candidato |
| Brad Armstrong | Canadá         | Fallen                          | Candidato |
| Joone          | Estados Unidos | Pirates II: Stagnetti's Revenge | Candidato |
| Paul Thomas    | Estados Unidos | Cry Wolf                        | Candidato |
| Will Ryder     | Estados Unidos | Not Bewitched XXX               | Candidato |

#### Premio al mejor director europeo
| Director              | Nacionalidad | Película                          | Resultado |
| --------------------- | ------------ | --------------------------------- | --------- |
| Alessandro del Mar    | Italia       | Billionaire                       | Ganador   |
| Antonio Adamo         | Italia       | CSI: X                            | Candidato |
| Erika Lust            | Suecia       | Pour elles, 5 histoires brûlantes | Candidata |
| Francesco Fanelli     | Italia       | Vendetta                          | Candidato |
| Gazzman               |              | Education Anglaise très sévère    | Candidato |
| Gianfranco Romagnoli  | Italia       | Not Bewitched XXX                 | Candidato |
| Kendo                 | Reino Unido  | Voyeur                            | Candidato |
| Moire Candy           |              | Ritual                            | Candidato |
| Nils Molitor          | Alemania     | Sex and high speed                | Candidato |
| Susie Medusa Gottardi | Italia       | Chaudes                           | Candidata |
| Tony del Duomo        | Italia       | La Gouvernante                    | Candidato |

#### Premio al mejor director francés
| Director         | Nacionalidad | Película                           | Resultado |
| ---------------- | ------------ | ---------------------------------- | --------- |
| John B. Root     | Francia      | Montre-moi du rose III             | Ganador   |
| Christian Lavil  | Francia      | Blance, Alice, Sandy et les autres | Candidato |
| Fabien Lafait    | Francia      | Les petites étrangères             | Candidato |
| Hervé Bodilis    | Francia      | L'infirmière                       | Candidato |
| Brad Armstrong   | Francia      | Fallen                             | Candidato |
| Pascal St. James | Francia      | Iniciation d'une jeune libertine   | Candidato |

| Predecesor: X Ceremonia de los Hot de Oro | Premios Hot de Oro XI Ceremonia de los Hot de Oro | Sucesor: No se celebran |